# Paul Ri Moun-hi
Paul Ri Moun-hi (* 14. September 1935 in Taikyū, damaliges Japanisches Kaiserreich, heutiges Südkorea; † 14. März 2021 in Daegu) war ein südkoreanischer Geistlicher und römisch-katholischer Erzbischof von Daegu.

## Leben
Paul Ri Moun-hi studiert an der koreanischen Kyungpook-Nationaluniversität in Daegu und der Katholischen Universität Lyon. Am 23. Dezember 1965 empfing er durch Erzbischof Emile-Arsène Blanchet in der Pariser Kirche St-Sulpice die Priesterweihe. Am Institut Catholique de Paris absolvierte er 1966 in Bibelstudium und war anschließend in der Seelsorge in Daegu tätig. Von 1969 bis 1972 war er Militärkaplan bei der südkoreanischen Luftwaffe.
Papst Paul VI. ernannte ihn am 19. September 1972 zum Weihbischof in Daegu und Titularbischof von Forconium. Der Apostolische Pro-Nuntius für Nord- und Südkorea, Erzbischof Ippolito Rotoli, spendete ihm am 30. November desselben Jahres die Bischofsweihe; Mitkonsekratoren waren Gabriel Lee Gab-sou, Weihbischof in Pusan, und René Marie Albert Dupont MEP, Bischof von Andong. Von 1972 bis 1985 war er Generalvikar in Daegu und war zeitweise Seelsorger an der Kathedrale und Direktor des katholischen Krankenhauses in Daegu und weitere.
Papst Johannes Paul II. ernannte ihn am 5. Januar 1985 zum Koadjutorerzbischof von Daegu. Nach der Emeritierung John Baptist Sye Bong-Kils folgte er ihm am 5. Juli 1986 als Erzbischof von Daegu nach. Von 1987 bis 1993 war er stellvertretender Vorsitzender der koreanischen Bischofskonferenz (CBCK) und von 1993 bis 1996 deren Vorsitzender. Anschließend war er wiederholt Vorsitzender der Klerus- und Ordenskommission der Bischofskonferenz. Am 29. März 2007 nahm Papst Benedikt XVI. sein altersbedingtes Rücktrittsgesuch an.